# Brzozówka Folwarczna
Brzozówka Folwarczna [bʐɔˈzufka fɔlˈvart͡ʂna] est un village polonais de la gmina de Jasionówka dans le powiat de Mońki et dans la voïvodie de Podlachie. Il se situe à environ 20 kilomètres à l'est de Mońki et à 27 kilomètres au nord de Bialystok.